# 283142 Weena
283142 Weena este un asteroid din centura principală de asteroizi.

## Descriere
283142 Weena este un asteroid din centura principală de asteroizi. A fost descoperit pe 29 decembrie 2008 la Taunus de Erwin Schwab și Rainer Kling. Asteroidul prezintă o orbită caracterizată de o semiaxă mare de 2,64 ua, o excentricitate de 0,04 și o înclinație de 21,3° în raport cu ecliptica.